# Campeonato Mineiro 1915
In 1915 werd het eerste Campeonato Mineiro gespeeld voor voetbalclubs uit de Braziliaanse stad Belo Horizonte, hoofdstad van de staat Minas Gerais. De competitie werd gespeeld van 4 juli tot 24 oktober en werd georganiseerd door de Liga Mineira de Desportos Terrestres, officieel heette het kampioenschap toen nog Campeonato da Cidade de Belo Horizonte. Atlético werd de eerste kampioen. 

## Eindstand
| Plaats | Club               | Wed. | W | G | V | Saldo | Ptn. |
| ------ | ------------------ | ---- | - | - | - | ----- | ---- |
| 1.     | Atlético           | 8    | 6 | 1 | 1 | 21:5  | 13   |
| 2.     | América            | 6    | 3 | 1 | 2 | 9:8   | 7    |
| 3.     | Yale Athletic      | 5    | 3 | 0 | 2 | 8:8   | 6    |
| 4.     | Christovam Colombo | 5    | 1 | 1 | 3 | 3:11  | 3    |
| 5.     | Higiênicos         | 6    | 0 | 1 | 5 | 3:12  | 1    |

|  | Kampioen |

### Kampioen
| Campeonato Mineiro de 1915 |
| -------------------------- |
| ATLÉTICO 1º Titel          |